# Tiffany Mulheron
Tiffany Rose Mulheron (18 de dezembro de 1984),mais conhecida como Tiffany Mulheron,é uma atriz e modelo Escocesa,mais conhecida pela personagem Heide no terror/comédia cult Lesbian Vampire Killers,,onde contracenou com a irmã a também atriz Ashley Mulheron e os atores James Corden,Mathew Horne e MyAnna Buring,RocknRolla como Jackie e Namastey Londres como Susan.